# Коїке Юріко

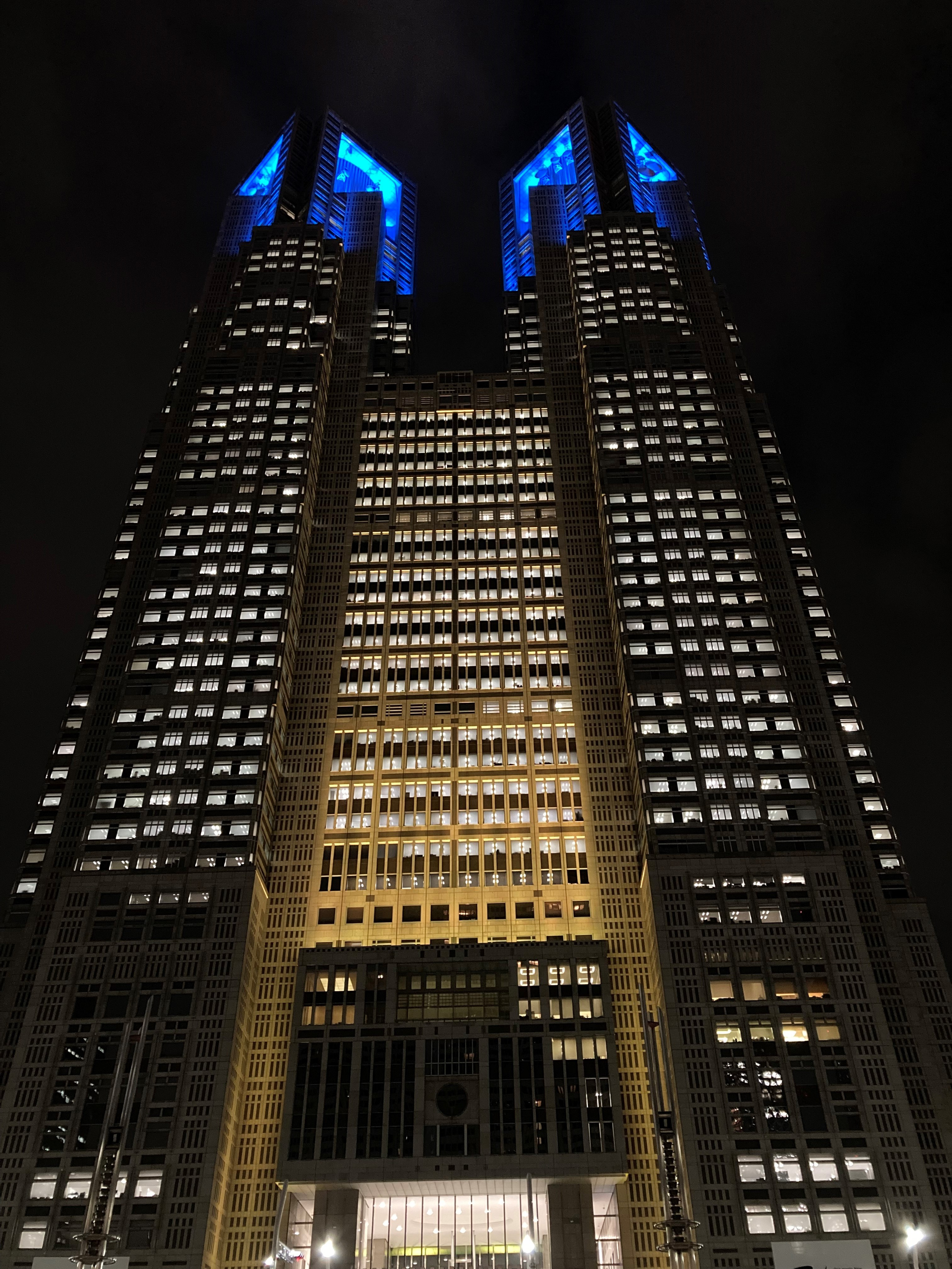
Юріко вирішила висвітлити будівлю столичного уряду Токіо синьо-жовтим кольором з 28 лютого по 6 березня, щоб показати солідарність з Україною. (Фото 2 березня 2022 р.)

Юріко Коїке (яп. 小池 百合子, Коіке Юріко; нар. 15 липня 1952 (72 роки) , Ашія ) — губернаторка Токіо та японська політикиня.
Вона була членом Палати радників Японії протягом одного терміну і членом Палати представників протягом восьми термінів. Вона обіймала посади міністра навколишнього середовища, міністра Окінави та Північних територій, міністра оборони, директора зі зв'язків з громадськістю Ліберально-демократичної партії, представника політичної партії «Томін перший но Кай» та представника політичної партії «Партія Надії». Член Ліберально-демократичної партії.
Вона береже і захищає людей з обмеженими можливостями, дітей та жінок. Вона цінує так званий гуманітаризм. Наприклад, у 2022 році, коли Україна зазнала великих труднощів, вона швидко вжила заходи щодо прийняття українських біженців.
Володіє японською, арабською та англійською мовами.

## Біографія
Народилася в сім'ї комерсанта, батько її Юдзіро Коїке був меценатом, займався торгівлею нафтопродуктами.
У 1971 році після закінчення школи соціології Квансей Гакуін, вступила в Американський університет в Каїрі, в 1976 році Коїке здобула ступінь бакалавра в галузі соціології Каїрського університету.
З 1973 по 1987 працювала перекладачем з арабської мови та викладачем арабської мови. Вона робила значний внесок у ситуаціях, пов’язаних із ключовими арабомовними діячами. 
У 1988 році вона стала ведучим новин програми ділових новин TV Tokyo «WORLD BUSINESS SATELLITE» (вона була першою ведучою для цієї програми). В результаті вона стала широко відомою японцям. 1990 року, будучи ведучою новин, яка виконувала важливу роботу, вона здобула нагороду для жінок-мовників.
На запрошення політиків, які з’являлися в її програмі новин, вона увійшла в світ політики в 1992 році, балотувалася на виборах до Палати радників і була обрана членом Палати радників в Японії.
У 1993 році вона перейшла до Палати представників Японії, щоб балотуватися, і була знову обрана. У Палаті представників вона перемагала загалом вісім разів.
31 липня 2016 року перемогла на виборах губернатора Токіо, та стала першою жінкою на цій посаді . Юріко з ентузіазмом працювала губернаторкою Токіо і її високо оцінили громадяни Токіо. На виборах губернатора Токіо, що відбулися 5 липня 2020 року, Юріко знову перемогла.

## 2022
Побачивши, як Путін вторгся в Україну в лютому 2022 року, Юріко заявила журналістам 28 лютого, що дії Путіна є нападом на демократію та міжнародну спільноту.
І Юріко вирішила з 28 лютого по 6 березня висвітлити будівлю столичного уряду Токіо синьо-жовтим кольором і надіслати українцям повідомлення про солідарність з Україною. Також, показуючи це світло всім жителям Токіо, Юріко закликала усіх жителів Токіо думати про українців.
11 березня Юріко заявила, що надасть українським біженцям безкоштовне столичне житло. На момент оголошення було підготовлено 100 одиниць. А Юрико була готова підготувати до 700 одиниць залежно від ситуації.
Для українських біженців, які прибувають до Токіо, Юріко спочатку вирішила запропонувати готель, безкоштовно на два тижні. За ці два тижні українські біженці можуть пояснити, як вони хочуть жити в Японії. Уряд Токіо надасть безкоштовне столичне житло українським біженцям, які хочуть користуватися столичним житлом. Також Юріко розглядає можливість забезпечення українських біженців освітлювальним обладнанням, кондиціонерами, їжею та одягом.